# Academy of St. Martin in the Fields
Academy of St. Martin in the Fields – brytyjska orkiestra kameralna. Jej nazwa pochodzi od pierwszej siedziby – londyńskiego kościoła St. Martin-in-the-Fields (pl. św. Marcin wśród pól) przy północno-wschodnim narożniku Trafalgar Square.

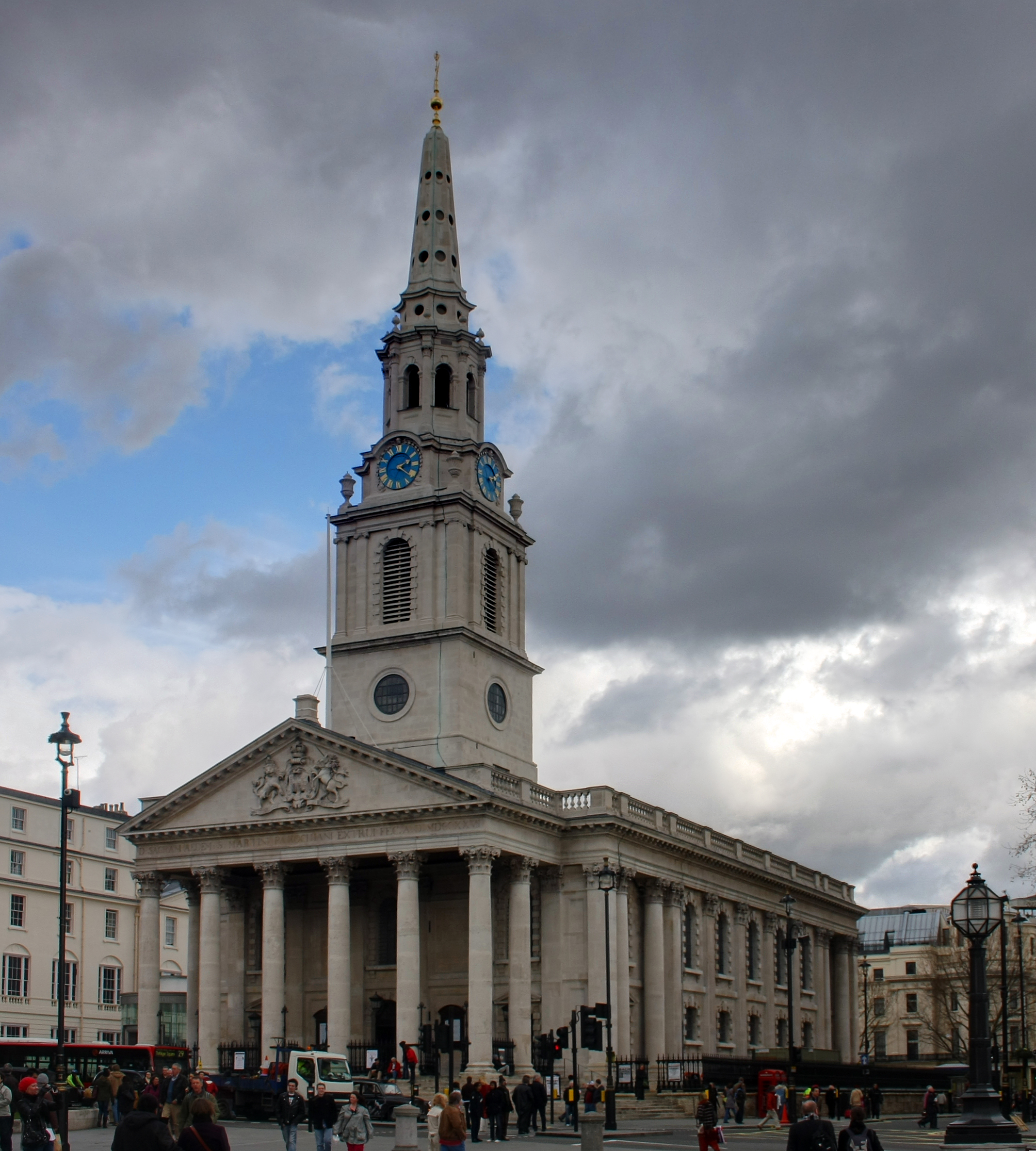
Kościół St. Martin in the Fields przy londyńskim Trafalgar Square

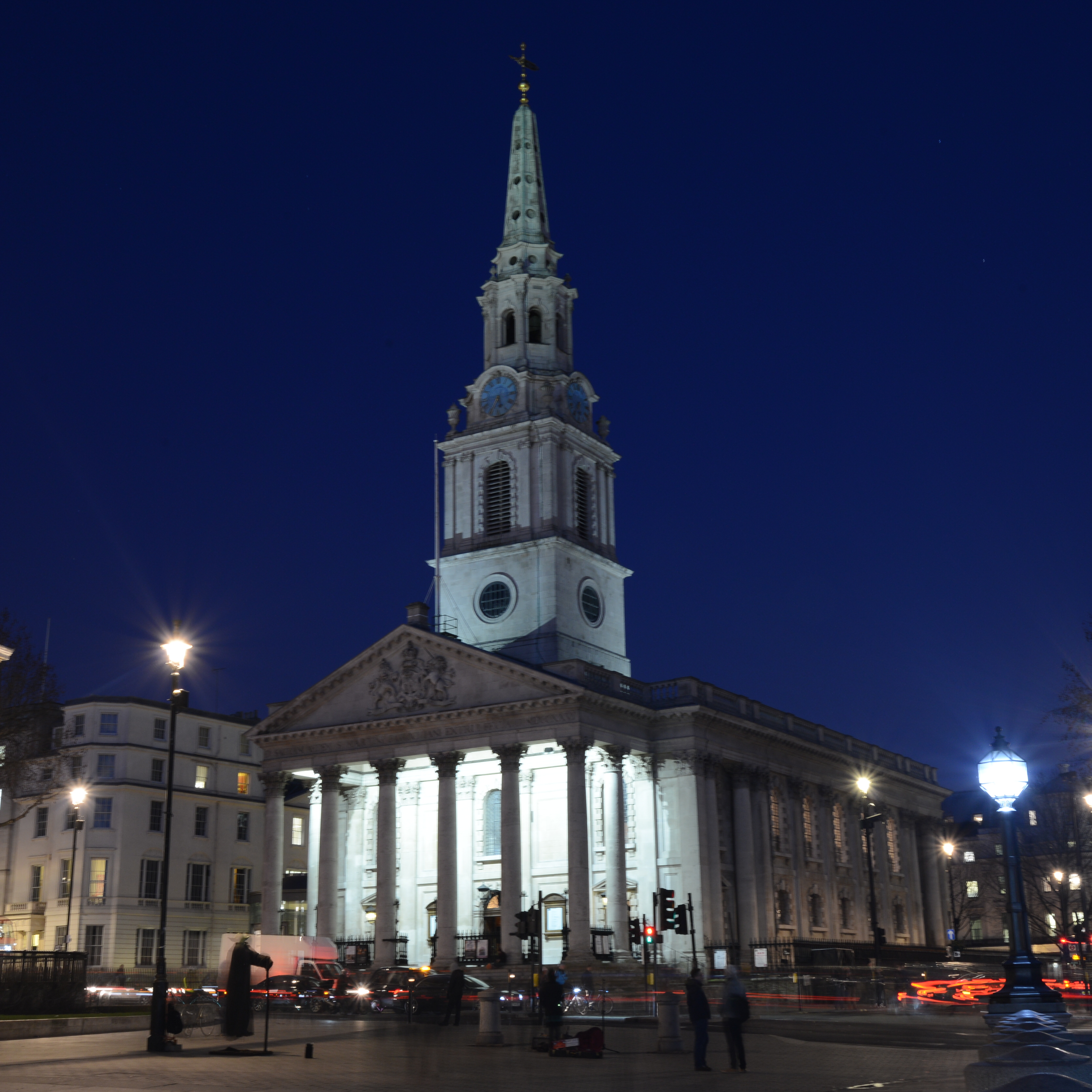
Wieczorem

Założona została w 1959 roku przez Neville’a Marrinera (1924–2016), początkowo jako orkiestra smyczkowa o repertuarze muzyki okresu baroku i klasycyzmu. Wyróżniała się wśród orkiestr kameralnych stylowym wykonywaniem utworów, bez romantycznej ekspresji. Na początku istnienia składała się z członków londyńskich zespołów symfonicznych, którzy występowali w sezonie letnim w repertuarze barokowym, później wyłonił się zespół stałych muzyków. 
Orkiestra występowała początkowo bez dyrygenta. Następnie przy pulpicie stanął Neville Marriner, a od lat siedemdziesiątych XX w. dyrygowali także Iona Brown (1941–2004, skrzypaczka i koncertmistrz) i Kenneth Sillito (skrzypek i dyrygent).
W połowie lat sześćdziesiątych skład orkiestry został uzupełniony o instrumenty dęte. 
Zespół występuje z solistami.
Orkiestra gra na instrumentach współczesnych, nie korzysta z instrumentów zabytkowych ani z ich replik. Liczy 63 muzyków. Od roku 1975 występuje z udziałem chóru, z którym nagrała w roku 1992 sygnał telewizyjnych transmisji UEFA Champions League.
Popularność zespół zawdzięcza nagraniom płytowym, których powstało około pięciuset. 
Szczególnie wysokie nakłady osiągnęły nagrania ścieżek dźwiękowych do filmów Amadeusz, Angielski pacjent i Titanic. 
W latach osiemdziesiątych konkurencją dla zespołu Neville’a Marrinera stały się nowe zespoły o mniej powściągliwym, bardziej wyrazistym stylu wykonawstwa. Orkiestra działa od roku 1992 pod kierownictwem Malcolma Lathama. Sir Neville Marriner pozostał honorowym prezesem zespołu do swej śmierci 2 października 2016.